# Tragédie na Mount Hood (1986)
12. května 1986 se horolezecká výprava tvořená studenty a kantory oregonské episkopální školy pokusila o zdolání nejvyšší hory Oregonu Mount Hood. Kvůli náhlé změně počasí se skupina postupně rozdělila. Několik členů se pokusilo o návrat vlastními silami, další si vyhloubili provizorní úkryt ve sněhu. Záchranným týmům se je však podařilo lokalizovat až o několik dní později. Na následky podchlazení zemřelo celkem 7 studentů a 2 učitelé, čímž se tato událost stala jednou z nejhorších tragédií v historii amerického horolezectví.

## Pozadí události

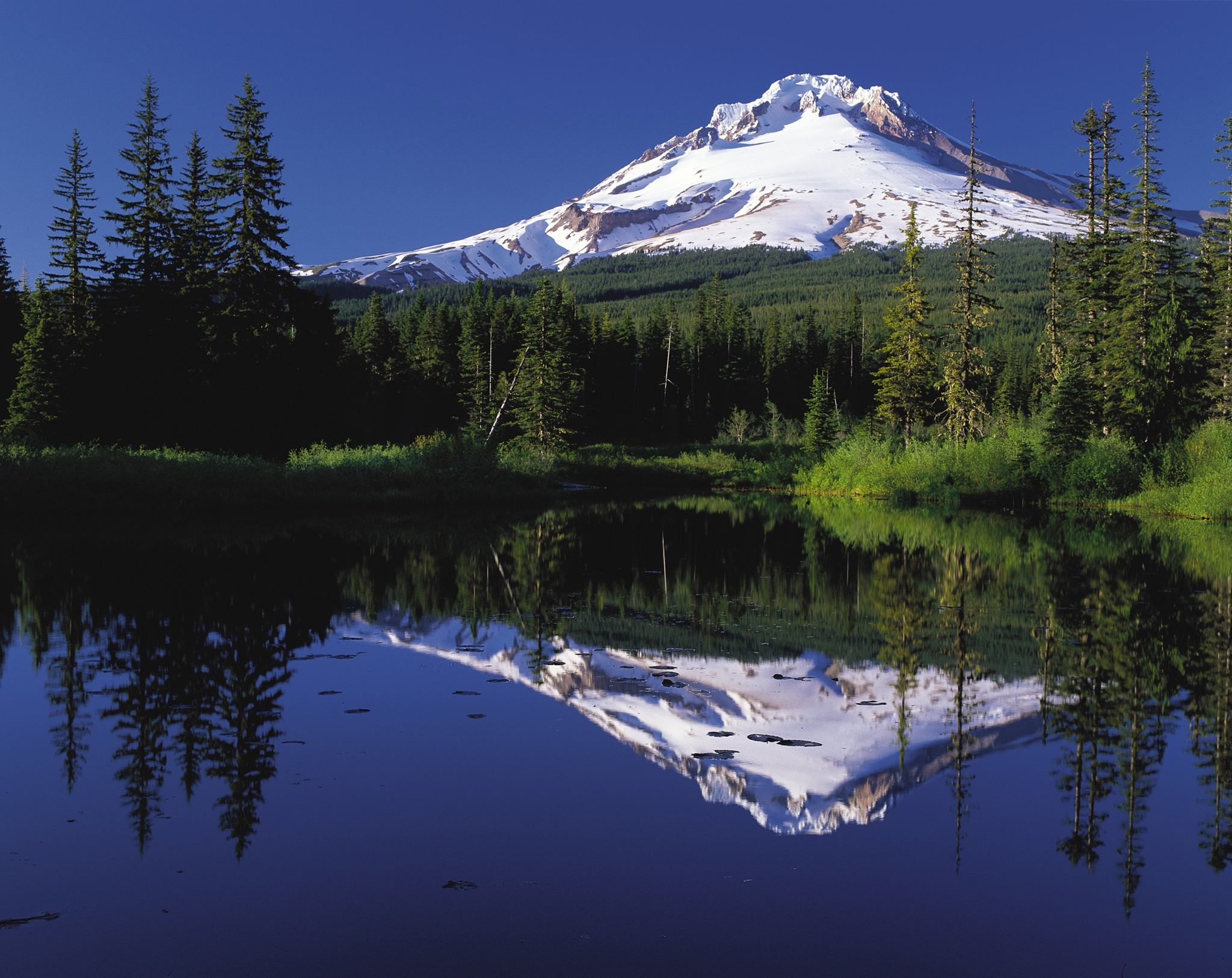
Mount Hood

Oregonská episkopální škola je soukromá škola připravující zájemce o studium na vysoké škole. Po studentech druhého ročníku bylo požadováno absolvování "kurzu v divočině", kterému předcházela důkladná příprava. Cílem byl horolezecký výstup na nejvyšší oregonskou horu Mount Hood (3426 m). Do té doby škola tuto akci úspěšně uspořádala už 34krát. Kritériem pro splnění kurzu nebylo zdolání hory, ale účast na přípravě a absolvování alespoň části výstupu. Jako první se na výpravu vydala skupina s označením Group 1. Tvořilo jí celkem 15 studentů, 2 učitelé, 2 vůdci a jeden rodič. Den před plánovaným výstupem se v předpovědi počasí objevila informace o vydatném přívalu sněhu už od středních poloh. Vedení výpravy řešilo návrh výstup odložit, přesto se ho rozhodli uskutečnit podle původního plánu. Skupina se rozhodla vyrazit v pondělí 12. května 1986 ve 2:30 ráno z chaty Timberline Lodge. Již během prvních tří hodin se kvůli vlhku a nevolnosti otočilo 5 studentů a rodič jednoho z nich k návratu. O další tři hodiny později se od výpravy kvůli počínající sněžné slepotě oddělil i jeden z  průvodců. Zbylých 13 členů výpravy pod vedením reverenda Thomase Gomana (41) a průvodce Ralpha Summerse (30) pokračovalo dál. Celou dobu panovalo klidné a slunečné počasí. V 15:45 si však všimli rychle se blížících bouřkových mraků. Ačkoliv jim zbývalo k vrcholu jen několik desítek metrů. rozhodli se okamžitě výstup přerušit a vrátit se do chaty.

## Zhoršení počasí a stavba úkrytu
Asi v 16:00 se na hoře strhla silná bouře. Rychlost větru se pohybovala okolo 100 km/h a teplota klesla na −45 °C při prakticky nulové viditelnosti. Skupina nebyla schopna pokračovat dolů a proto Summers nařídil vytvořit ve sněhu nouzový záhrab. Plastová lopata ve větru odletěla a proto museli hrabat rukama. Své batohy a vybavení schovali pod plastovou celtu mimo tohoto úkrytu. Během noci se pod jejich těly začal roztápět sníh, takže celou dobu leželi v mokru. Nikdo nemohl spát a mezi studenty postupně propukala panika. Bylo také nutné pravidelně vycházet z vydýchané skrýše ven na čerstvý vzduch. Tam však v promočeném oblečení rychle omrzali, takže začali raději vytvářet rukama díry ve stropu. Druhý den ráno se Summers rozhodl vydat pro pomoc. Věděl, že nesmí jít sám, a proto požádal o dobrovolníka, který ho doprovodí. Přihlásila se studentka Molly Schulaová (17). Cesta zpět do Timberline Lodge, která trvá za normálních podmínek asi 3 hodiny, jim zabrala zhruba 16 hodin. O situaci zbylých studentů a dvou kantorů byly okamžitě informovány záchranné složky, akce však nemohla v přetrvávající bouři začít. Další den se na místo začali sjíždět rodiče nezvěstných studentů, kterým škola telefonicky oznámila zdržení výpravy. V Timberline Lodge byla vybudována základna pro záchranné operace, na kterých se podílelo i velké množství dobrovolníků. Někteří se starali o občerstvení záchranářů, další utěšovali příbuzné nebo vedli modlitby za nezvěstné. Vchod do úkrytu se mezitím začal rychle zmenšovat až zapadal téměř metrovou vrstvou sněhu.

## Záchranná akce
Ve středu 14. května ráno, kdy se počasí konečně zlepšilo natolik, aby bylo možné provádět letecký průzkum oblasti, byl nasazen vrtulník na stopy Summerse a Schulaové, které měly záchranáře dovézt zpět k záhrabu. Stopy vedly asi do poloviny hory na úbočí ledovce zvaného White River Glacier, kde byly zaváty. Odtud pokračovali záchranáři až na místo, kde se podle Summerse měl úkryt nacházet. Okolo šesté hodiny ráno byla vysílačkou na veřejném kanálu odvysílána nejasná zpráva o nálezu několika studentů v dobrém stavu. Naopak v 9 hodin dopoledne záchranáři na svém kanálu oznámili nález tří studentů v bezvědomí a požádali o asistenci zdravotnického vrtulníku. Studenti byli nalezeni ležící ve sněhu. Část jejich oblečení byla rozházena po okolí, což nasvědčovalo fenoménu paradoxního svlékání pod vlivem hypotermie. Studenti byli zabaleni do pytlů na mrtvá těla a transportování do nemocnice v Portlandu. V tuto chvíli byla teplota jejich těl pouhých 7 °C a ještě ten samý den všichni tři zemřeli. Záchranáři se rozhodli pátrat směrem vzhůru od nálezu těchto studentů. Na místo poslali vrtulník s termovizí, lavinové psy, a sněžné traktory. Středeční pátrání probíhalo až do pozdních nočních hodin, záhrab se však nalézt nepodařilo.
Ve čtvrtek 15. května se od brzkého rána pohybovalo na hoře asi 150 záchranářů rozdělených do několika skupin. Při pátrání využívali psy, lavinové sondy i detektory kovů. Pátrání se tentokrát zaměřilo i na hluboké průrvy, kam mohl někdo ze studentů spadnout. Z vrtulníku se akce účastnil také Summers, který se snažil najít nějaký orientační bod, který by si pamatoval. Odpoledne se začaly opět formovat bouřkové mraky a ukončení denních prací tak bylo stanoveno na 18:00. Zhruba v 17:40 narazil seržant Charlie Ek ve výšce 2500 m sondou na kus plastu. Když odházel vrstvu sněhu, objevil zelený batoh a žlutou celtu. Při odhrabování sněhu v okolí byl konečně odhalen vchod do úkrytu. Hned na začátku leželi Brinton Clark (15) a Giles Thompson (15), kteří byli stále naživu a při vědomí. Jejich stav byl však kritický. Clarkův tep byl asi 30 úderů za minutu a nebylo možné mu změřit teplotu, protože překousl teploměr. Záchranný tým vytvořil letecký most mezi místem nálezu a základnou, odkud nahoru posílali zdravotnický materiál. Konzultaci přes vysílačku poskytli zaměstnanci portlandské nemocnice, kteří svolili k podání lidokainu nitrožilně, jako prevenci zástavy srdce. Těla obou studentů však byla natolik zmrzlá, že jehla nepronikla kůží a tak bylo rozhodnuto o okamžitém transportu. Mimotělním ohřátím jejich krve se podařilo jejich životy zachránit. Přežili zřejmě i díky tomu, že byli od země izolováni těly ostatních. Zbylé 4 studenty a 2 učitele se již zachránit nepodařilo. O život tak přišlo celkem 9 účastníků výstupu.

## Následky události
Brinton Clark se zotavil úplně a osobně se zúčastnil pohřbu spolužáků. Gilesi Thompsonovi musely být amputovány obě nohy. Rodina Richarda Headera (17), který přišel v úkrytu o život, úspěšně žalovala školu ze zodpovědnosti za smrt syna. Komise tvořená zkušenými horolezci potvrdila, že tragédie byla způsobena špatným načasováním výpravy a nedostatečným vybavením studentů (oblečení, obuv) i vůdců (navigační pomůcky). Protože nebylo možné dohnat k zodpovědnosti oficiálního vůdce výpravy Thomase Gomana, musel největší kritice čelit právě Summers. Mimo jiné proto, že jeskyni i přes dostupnost prostředků dostatečně neoznačil a vybavení, které mohlo některým zachránit život, nechal při odchodu pro pomoc v batozích pod celtou. Kromě Headerových nikdo jiný školu nevinil. Rodině bylo vyplaceno odškodné a program aktivit v divočině byl v důsledku této tragédie nejdříve pozastaven a později zrušen.